# Зоопарк Аль-Айна
Зоопарк Аль-Айна — найбільший зоопарк в Об'єднаних Арабських Еміратах, заснований 1968 року. Знаходиться на південній околиці Аль-Айна, другого за розміром міста емірату Абу-Дабі.

## Історія
Зоопарк засновано за наказом першого президента ОАЕ шейха Заїда бін Султана 1968 року. Паралельно президент заборонив полювання в еміраті Абу-Дабі та проголосив програму рятування аравійського орикса, символа Еміратів, що майже вимер у природі. 1972 року було отримано перший приплод у неволі, а 2007 року перше стадо ориксів, вирощених в зоопарку, було випущено на волю. З 2008 року зоопарк співпрацює з зоопарком Сан-Дієго
З 2006 року до жовтня 2013 року тривала реконструкція зоопарку, під час якої територія була значно розширена. Тоді ж було побудовано Пустельний навчальний центр Шейха Заїда, де проводяться освітні заходи щодо природи пустель та її збереження Станом на 2014 рік в зоопарку тримали близько 4000 тварин. Цікаво, що на той час 39% працівників зоопарку були місцеві мешканці, що є високим показником на тлі інщих підприємств